# Breguet 470
Breguet 470 Fulgur là một loại máy bay chở khách của Pháp trong thập niên 1930. Chỉ có một chiếc được chế tạo, sau đó bán cho Cộng hòa Tây Ban Nha trong thời gian xảy ra Nội chiến Tây Ban Nha.

## Quốc gia sử dụng
Cộng hòa Tây Ban Nha
- LAPE (Líneas Aéreas Postales Españolas)

## Tính năng kỹ chiến thuật
Dữ liệu lấy từ Plane Facts:The unique Fulgur.
Đặc tính tổng quan
- Kíp lái: 2
- Sức chứa: 12 hành khách
- Chiều dài: 15,93 m (52 ft 3 in)
- Sải cánh: 20,50 m (67 ft 3 in)
- Chiều cao: 5,93 m (19 ft 5 in)
- Diện tích cánh: 56,25 m2 (605,5 foot vuông)
- Trọng lượng rỗng: 4.840 kg (10.670 lb)
- Trọng lượng có tải: 8.200 kg (18.078 lb)
- Trọng lượng cất cánh tối đa: 8.600 kg (18.960 lb)
- Động cơ: 2 × Gnome-Rhône 14Kirs , 600 kW (804 hp) 815 cv mỗi chiếc

Hiệu suất bay
- Vận tốc cực đại: 385 km/h (239 mph; 208 kn) trên độ cao 1.600 m (5.250 ft)
- Tầm bay: 1.000 km (621 mi; 540 nmi)
- Trần bay: 6.000 m (19.685 ft)